# الرابطة الأمريكية للغدة الدرقية
الرابطة الأمريكية للغدة الدرقية (اختصارًا ATA) هي جمعية طبيَّة عالمية متخصصة تضم أكثر من 1700 عضو من 70 دولة حول العالم.

## التاريخ
تأسست الرابطة الأمريكية للغدة الدرقية في 9 كانون الأول 1923 باسم "الرابطة الأمريكية لدراسة تضخم الغدة الدرقية". عُقد أول اجتماع رسمي للجمعية الأمريكية لدراسة تضخم الغدة الدرقية في الفترة من 23 إلى 25 كانون الثاني 1924 في مستشفى سانت جوزيف. في عام 1961 تم تغيير اسمها رسمياً إلى الرابطة الأمريكية للغدة الدرقية.

## أهدافها
من هذه الأهداف:
- تعزيز ودعم البحوث في مجال فيزيولوجيا وبيولوجيا الغدة الدرقية الجزيئية والخلوية وأمراضها.
- نشر معارف جديدة تُسهم في الوقاية من أمراض الغدة الدرقية وتشخيصها وعلاجها.
- دعم تثقيف المتدربين، والعلماء، والأطباء، وغيرهم من المتخصصين في الرعاية الصحية المعنيين بالبحث في أمراض الغدة الدرقية وتشخيصها وعلاجها.
- وضع الإرشادات العامة المتعلقة بأسباب أمراض الغدة الدرقية والاضطرابات المرتبطة بها وتشخيصها وعلاجها.

## الإنجازات
من إنجازاتها:
نشر مجلات مهنية مرموقة، مثل Thyroid®، وClinical Thyroidology®، وVideoEndocrinology™.
نشر مجلة Clinical Thyroidology® للجمهور (بتوزيع مجاني لأكثر من 14,000 مريض ومشترك)، بالإضافة إلى شروحات موسعة وموثوقة لأمراض الغدة الدرقية وسرطانها باللغتين الإنجليزية والإسبانية.